# 叮咚 (德克薩斯州)
叮咚（英語：Ding Dong）為位在美國中德克薩斯州的非建制地區，坐落於貝爾縣西南部的城市基林南方八英里處。
「叮咚」這個地名源起早期定居者路利斯·貝爾（Zulis Bell）和伯特·貝爾（Bert Bell），當時兩人開設了一家商店，並且聘請藝術家科恩·科恩·胡佛（Cohn Cohen Hoover）來設計此商店的標誌。胡佛繪了帶有兩個鈴鐺的標誌。胡佛在這些鈴鐺中繪上貝爾兄弟的英文縮寫。他在一個鈴鐺下方繪上「叮」（Ding）字，另一個鈴鐺下方則繪上「咚」（Dong）字。這些年來，因為這個標誌而讓此社區變得相當知名。此地名經常納入至特殊地名的名單中。